# ロシア民謡

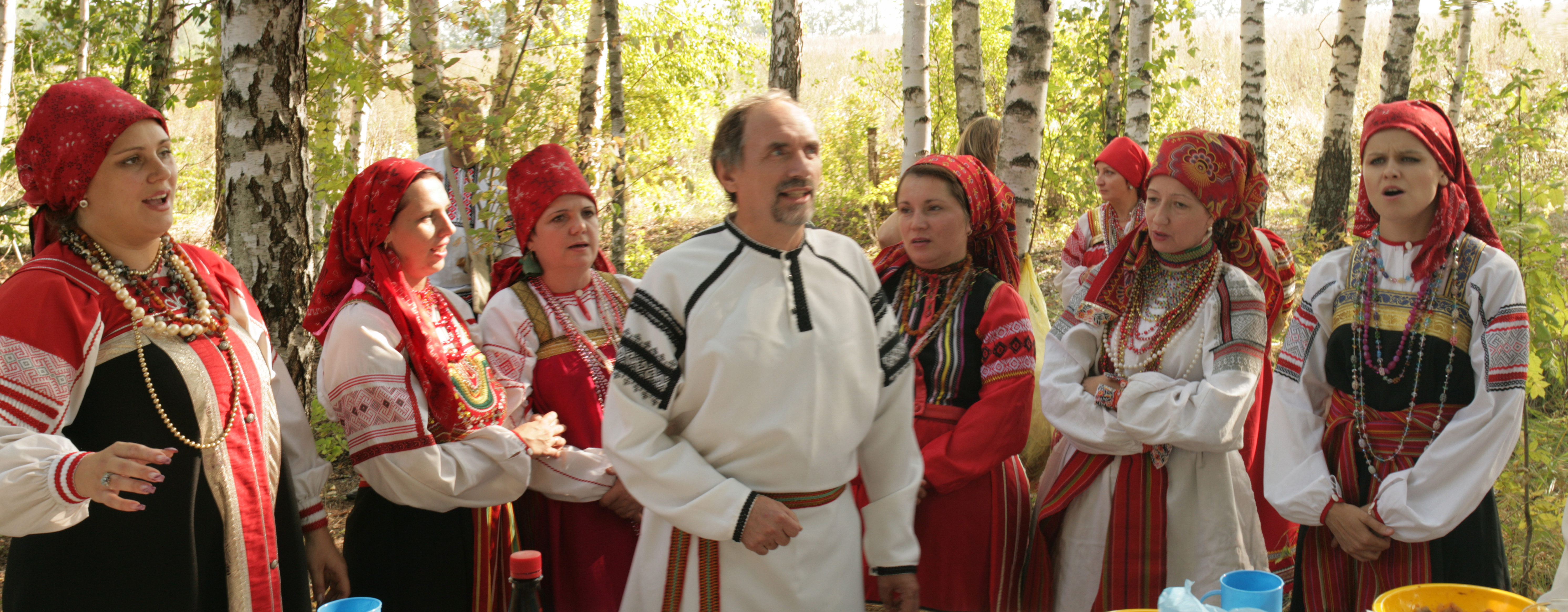
民俗アンサンブル

ロシア民謡（ロシアみんよう）は、本来的にはロシアの民俗・伝承に基づく叙情歌をさすが、近代以降の俗謡や歌曲などを広義に含み、実際に「ロシア民謡」として扱われるジャンルは多岐にわたっている。

## 概要
ロシアにおいて、「ロマンス」と呼ばれる芸術歌曲に対して民謡は「ナロードナヤ・ペースニャ」と呼ばれる。狭義のロシア民謡は、農村で歌われてきた「叙情歌」をさし、ブィリーナのような叙事歌謡は含まない。フォークロアとしてのロシア民謡を中心的に担ってきたのは農民であったが、職人やスコモローフなど、中世までに農民以外の社会層によっても歌われてきた。
18世紀後半には、これらの民謡と西欧文化との融合によって、ロシア語の歌詞と西欧的な和音伴奏の形態を特徴とする「ロシア歌謡」（後述）と呼ばれる新たなジャンルが生まれた。さらに19世紀に入ると、都市化の発展によって招き寄せられた農民層から御者、船曳き、兵士、盗賊、囚人など多様な社会層が派生し、それぞれが独自の民謡を持つに至る。19世紀後半には労働者層による「仕事の歌」が重要なジャンルとなり、20世紀初頭の革命歌は、こうした労働歌から生まれた。これら18世紀以降の都市に現れた通俗的あるいは芸術的歌曲も広義のロシア民謡として知られており、例えば、アレクサンドル・ヴァルラーモフ（1801年 - 1848年）作曲の『赤いサラファン』は、芸術歌曲である「ロマンス」が民謡と思われている例である。
宗教歌の流れをくむカントと並んで、ロシア民謡はのちのロシア芸術音楽の源泉となった。また、喜劇の舞台では俳優たちによって民謡が歌われ、のちのコミック・オペラにつながった。

## 叙情歌のジャンル
農村で歌われていた「叙情歌」は、儀礼歌と非儀礼歌に大別される。儀礼歌には、婚礼や葬礼、徴兵などに際して歌われる家族儀礼歌、農耕に関わる年中行事に際して歌われる農耕儀礼歌がある。
叙情歌はまた様々なジャンルをはらんでおり、内容及び歌唱形態による分類方法がある。内容による分類では、恋愛を歌った歌、家庭生活を歌った歌、風刺的あるいは滑稽な内容を持つ歌などがある。歌唱形態による分類では、踊りや遊戯など体の動きを伴わないものと伴うものに分けられる。前者は「プロチャージナヤ（延べ歌）」と呼ばれ、緩慢なテンポと規則的拍節を持たない装飾的旋律が特徴である。後者は、「チャースタヤ（速歌）」または「チャストゥーシカ」と呼ばれ、その名のとおり速いテンポで踊りや遊戯を伴って歌われる。

### プロチャージナヤ
プロチャージナヤは不規則なリズム、可変的なテンポ、豊富なメリスマ、不安定な調性を特徴とし、ポドゴローソク（「下方の声」の意。副声部とも）と呼ばれる、ヘテロフォニー的に多声化する伝統を持つ。
18世紀後半からロシア民謡が収集・出版されるようになると、プロチャージナヤの持つ詩情と際だった独創性は、まず文学の分野で注目され、アレクサンドル・プーシキン、アントン・デリヴィグ、ニコライ・ツィガーノフ、アレクセイ・コリツォーフらがプロチャージナヤをモデルにしたロシア抒情詩の作品を残した。これに少し遅れて音楽分野でもプロチャージナヤが取り上げられ、これをイタリア風アリアやフランス風ロマンスの様式に作り替える試みがなされた。しかし、その独創的な民謡様式と当時の西欧音楽との隔たりの大きさから、やがて独自の「ロシア・ロマンス」のスタイルが練り上げられていくことになった。

### チャストゥーシカ
チャストゥーシカは1870年代にグレープ・ウスペンスキーによって初めて術語として使われた呼び名で、ロシア・フォークロアの一大ジャンルを形成する。形容詞チャーストゥイ（「速い」の意）から発するとされるが、呼称は地方によって異なる。通常4行からなり、決まった音節数（通常は8・7・8・7）を持つ即興詩を短い旋律に乗せて歌う。詩は必ず複数であることから、チャストゥーシキと複数形で呼ばれることも多い。2-4行ずつを複数人で歌い合い、詩が途切れないように競う場合もある。旋律は、地方独特のものから全国で見られるものもあり、歌われる内容は多種多様である。踊りであるプリャースカと同時あるいは交代で歌われる。通常は楽器による伴奏がつき、伴奏がない場合は、手やコップなどを叩いて拍子を取る。

## ロシア歌謡
18世紀後半、エカチェリーナ2世の時代に、アレクサンドル・スマローコフやガヴリーラ・デルジャーヴィンなど、当時の有名な詩人によるロシア語の詩に主として鍵盤楽器の和音伴奏が付された世俗歌謡の形式が生まれた。これが「ロシア歌謡」である。ロシア歌謡には二つの特徴が見られる。ひとつはワルツ、ポロネーズなど西ヨーロッパの舞曲形式を用いていること、もうひとつは6度音程を過剰に利用した感傷的な旋律様式を備えていたことである。ロシア歌謡は貴族のサロンで歌われたのを始め、市民層にも広がり、それまで普及していたカントに取って代わるものとなった。
ロシアで最初に出版されたロシア歌謡集として知られるのが、グリゴリー・テプローフの『余暇の暇つぶし』（1759年出版）である。さらに、ワシーリー・トルトフスキー（1776年-1795年出版）、ニコライ・リヴォフ（1790年-1815年出版）らが「ロシア民謡集」を出版したが、実質的にはこれらもロシア歌謡であった。とくにリヴォフのものは、ジョアキーノ・ロッシーニ、ヨハン・ネポムク・フンメル、フェルナンド・ソル、ルートヴィヒ・ヴァン・ベートーヴェン（「ラズモフスキー」と呼ばれる3曲の弦楽四重奏曲作品59におけるロシア主題）らが作曲に利用するなど、ロシア国内外に大きな影響を及ぼした。この結果、ロシア歌謡は次第に姿を変え、「ロシア・ロマンス」と呼ばれる新しい叙情歌謡のジャンルへと発展的に解消されていった。
ロシアに漂着した大黒屋光太夫が、鎖国中への日本への帰国の許可をエカチェリーナ2世に直訴するため、1791年にサンクトペテルブルク郊外のツァールスコエ・セローに滞在中に、御苑長ブーシュの妹ソフィアが彼の身の上を憐れんで歌い聞かせたという、通称「ソフィアの歌」を光太夫は暗誦して持ち帰り、帰国後の彼への幕府による聞き取り調書『北槎聞略』に歌詞が記録されている。北槎聞略巻之九の記述「光太夫が身のうへをブシが妹ソヒヤ・イワノウナ歌につくりてうたひはやらかし、都下一般にうたひけるとぞ」に引きずられ、ソフィアが彼のために作った歌がペテルブルク都下で流行り始めた、という解釈もあったが、この説は1965年に中村喜和がレニングラードで、光太夫のペテルブルク到着以前に出版された歌集の中に元歌を発見したため覆された。元歌「異郷にありて、身はさびし Ах, скучно мне」は、19世紀から20世紀には替え歌が作られ、、抵抗歌や軍歌にもなった。

## 日本での受容

### 名称
「ロシア民謡」というジャンルは、日本では「民謡」と呼ばれているにもかかわらず、その内実はロシア語で「人民の歌、大衆歌曲、大衆歌謡」（Народная песня）と呼ばれたソ連時代の多くの流行歌、愛唱歌からなっている。特に、日本では赤軍と白軍とのロシア内戦や、第二次大戦の独ソ戦中に流行した歌が親しまれている。従って、「ロシア民謡」とは言っても、長年に歌って民間で受け継がれてきたような本来の意味での「民謡」ではない歌曲が多い。
このようなジャンル名の意味と内実とのずれは、英訳すれば「Popular song/ポピュラーソング」になる「Народная песня」というロシア語を「民謡」と誤訳したことが原因となっている。さらに、ソ連時代には歌も公共の財産とされたため特定の作曲者や作詞者が伏せられていた場合も多く、そうした事情をよく理解していない日本人に「代々受け継がれてきた作者不明の民謡である」という誤解を助長する結果となった。
原則としてロシア語の歌が「ロシア民謡」と呼ばれているが、中には元々はウクライナやベラルーシの歌であったものも多く含まれている。ソ連では流行歌の常としてさまざまな替え歌も存在したが、日本ではそうした事象は反映されていない。
また、「ロシア」民謡ではあるものの現代のロシア連邦の歌はひとつも含まれず、実質的にはソ連時代の流行歌を集めた「ソ連」民謡となっている。

### ソ連での流行歌
日本の一部ではロシアの歌は物悲しいというイメージが持たれているが、これはソ連の流行歌のうち短調のものばかりを日本に持ち込んだというのがその実であり、ソ連の流行歌が短調ばかりであったわけではない。とはいえ、ソ連ではあまりに明るすぎる印象を与える歌は発禁となり、歌手も仕事を失う危険性があったことは事実であった。そのため、曲想は短調にした方が無難であった。こうした状況は1960年代後半には変わってきたが、日本人の好みに合わなかったのか日本へはあまり流入しなかった。
第二次世界大戦前後の戦乱期には、帝政末期から流行した歌の他にタンゴなどの流行も見られた。有名な「カチューシャの歌」は戦前の作であったが、戦時中に「恋人の兵士を待ちわびる乙女の歌」として大流行した。戦時中には多くの流行歌が存在したが、そうした歌の多くは世相を映して悲しいものや逆に勇ましいものがあった（「カチューシャ」にも「英雄的な女兵士」バージョンや「献身的な看護婦」バージョンが存在する）。
アフガニスタン侵攻など戦争の絶えなかった世相を反映し、ソ連ではこうした比較的古い戦時中の流行歌は親しみを持ち続けられた。ソビエト連邦の崩壊後もチェチェン紛争を抱えるロシア連邦を中心に古い流行歌は一定の流行を続け、また、当然ながら戦争とは関係のない無数の流行歌をも含め、現代でも「ともしび」や「カチューシャ」のような「ロシア民謡」は歌われている。
それらいわゆる「ロシア民謡」は、古くはフョードル・シャリアピンや、ボリス・クリストフ、現在ではディミトリー・ホロストフスキー等有名なオペラ歌手・声楽家や、ブラート・オクジャワやヴラジーミル・ヴィソツキー、アーラ・プガチョワなどの歌手、旧西側諸国にも多くファンを持つロシア連邦軍（旧ソ連軍）所属の赤軍合唱団（アレクサンドロフ・アンサンブル、赤星赤軍合唱団、内務省軍アンサンブル等）等々、多くの歌い手により歌唱されている。

### 日本への浸透
日本に流入し「ロシア民謡」と呼ばれたソ連の流行歌は、日本ではロシアの民衆の間で長年にわたって歌い継がれてきた民謡であると信じられた。日本人の好みに合わせ、短調の歌が多く持ち込まれた。そのため、ロシア民謡には他のヨーロッパ各国の民謡に比べて短調の曲が多いという批評がなされるようになった。
日本とロシア帝国やソ連との政治的関係は元々あまり良好とはいえなかったが、ロシア民謡は日本で非常にポピュラーなものとなり、ドイツリートや、呂旋法とほぼ同じ旋法を用いたスコットランド民謡などと肩を並べている。明治の中期頃から戦後まで日本語の訳詞あるいは作詞がなされ、『カリンカ』『ヴォルガの舟歌』『黒い瞳』『アムール河の波』『行商人』『ともしび』『一週間』など、その数は数十曲に上る。『トロイカ』、『ポーリュシカ・ポーレ』などのように、ロシア語と日本語の間で歌詞の意味が大きく異なる曲もある。
日本においてロシア民謡が悲しいメロディーであると言う典型が出来上がった背景には、そうしたメロディーの方が日本の民謡に近いものがあったということが挙げられている。また、ロシア民謡は、特にシベリア抑留から解放された帰国者によって日本に多く持ち込まれた。そのため、流刑囚の歌や当時現地で流行っていた戦時中の歌（最新の歌も多少はあった）が多く、内容的にも物悲しいものが多かったことは特徴として挙げられる。
戦後、日本においてロシア民謡がポピュラーになるのに大きな役割を果たしたのが、「灯（ともしび）」をはじめとする歌声喫茶である。テレビ普及前であった当時、歌声喫茶は大勢の若者が楽しむ娯楽でもあった。ロシア歌曲を得意とするダークダックスが、積極的にロシア民謡を取り上げたことも、日本中に浸透するのに一役買っている。1958年頃には、ロシア民謡が載った「青年歌集」（中央合唱団刊）が、隠れたベストセラーとなった。
しかし、ロシア民謡の流行は歌声喫茶の客層に見られるように、ベールに包まれた東側諸国や社会主義や共産主義への憧れと表裏一体のものであった。ソ連の経済が傾き、国家の欠陥を露呈するに従いそうした幻想が衰退していくと、ロシア民謡の流行の最盛期も去っていった。結局、ソ連崩壊後はロシアの流行歌は日本へはほぼまったく流入しなくなり、せいぜいt.A.T.u.やOrigaの一時的な流行が例外として上げられる他、今や時折テレビCMや映像BGMに有名な曲のメロディが使われる等ある程度の一般知名度や、ロシア歌曲の愛好家が存在する程度としている記事も多い。
その一方で、日本の歌謡界でレパートリーとして歌っている歌手もいる。アメリカ合衆国のジーン・ラスキン作詞作曲のヒット曲のはずだったが、後にロシアの大衆音楽作曲家ボリス・フォミーンのロシア革命直後ごろの作曲であることが分かった『悲しき天使』(ロシア語原題 Дорогой длинною)が、漣健児訳詩で、森山良子や南沙織らに歌われる。「ポーリュシカ・ポーレ」を仲雅美が歌っていた。ソ連の歌手アーラ・プガチョワのヒット曲『百万本のバラ』が、加藤登紀子によって歌われヒットして第40回NHK紅白歌合戦出場曲となる。加藤登紀子は、CDアルバム「ロシアのすたるじい」で、古今の有名無名のロシア歌謡を歌っている。

## 有名な歌
ロシア帝国時代の歌（1917年以前）
- 「ヴォルガの舟歌」（Эй, ухнем）
- 「赤いサラファン」（Красный сарафан）
- 「トロイカ」（Тройка）
- 「ステンカ・ラージン」（Стенька Разин）
- 「カリンカ」（Калинка）
- 「一週間」（Неделька）
- 「さすらい人 (ロシア民謡)」  (ru:По диким степям Забайкалья) - 「バイカル湖のほとり」とも。
- 「栄えある海、聖なるバイカル」 (ru:Славное море — священный Байкал) - 「聖なる湖バイカル」とも。
- 「黒い瞳」（Очи чёрные） - 「オーチ・チョールヌィエ」とも。
- 「行商人」（Коробушка） - 「コロブチカ」、「コロベイニキ」とも。
- 「アムール河の波」（Амурские волны）
- 「満州の丘に立ちて」（На сопках Маньчжурии）
- 「ワルシャワ労働歌」（Варшавянка）
- 「ソフィアの歌」
- 「コサックの子守歌」（Казачья колыбельная песня）

ロシア革命後から「雪解け（スターリンの死）」まで（1917年～1952年）
- 「長い道を」（Дорогой длинною） - 「遠い道を」、「花の季節」、「悲しき天使」とも。
- 「ポーリュシカ・ポーレ」（Полюшко-поле） - 「ポリュシュカ・ポーレ」とも。
- 「カチューシャ」（Катюша）
- 「ともしび」（Огонёк）
- 「道」（Дороги） - 「ダローギ」とも。
- 「淋しいアコーディオン」（Одинокая гармонь）
- 「国際学連の歌」（Гимн Международного Союза студентов）
- 「全世界民主青年歌」（Гимн демократической молодёжи мира）

「雪解け」後（1952年～）
- 「ウラルのぐみの木」（Уральская рябинушка）
- 「ロシア我が祖国」（Россия）
- 「モスクワ郊外の夕べ」（Подмосковные вечера） - 「モスクワの夜はふけて」とも。
- 「すずらん」（Ландыши）
- 「百万本のバラ」（Миллион роз）